# Milarepa
Jetsün Milarepa ou U-Jetsün Milarepa (em tibetano: རྗེ་བཙུན་མི་ལ་རས་པ; Wylie: rJe-btsun Mi-la-ras-pa; n Kyansa-Tsa, Ngari, 1040 — m. 1123),  mais conhecido simplesmente como Milarepa, nascido Mila Thöpaga ou Mila Thö-pa-Ga, foi um mágico, iogue, poeta tibetano, um mestre do budismo tibetano. Juntamente com Padmasambhava, outro mestre tibetano do século VIII, é um dos santos budistas mais venerados pelos tibetanos.
Foi discípulo Marpa, o Lotsawa, que por sua vez foi discípulo de Naropa. No século XI, Marpa foi uma figura central na segunda e mais importante difusão do budismo no Tibete (Sarma-pa) e Milarepa é considerado um dos principais mestres históricos da tradição Kagyüpa, que ainda hoje inclui numerosas linhagens espirituais tibetanas. Os seus discípulos mais célebres são Gampopa (também conhecido como Dhagpo Lhaje, Dhakpo Rinpoche e Sönam Rinchen) e Rechungpa (ou Retchung-pa, também conhecido como Rechung Dorje Dragpa e Rechung Dorje Drakpa).  No Tibete, é o padroeiro dos atores e saltimbancos ambulantes.
A sua vida e ensinamentos são relatados no Namtar ("Vida de Milarepa") e no Gourbum (“Cem Mil Cânticos”), duas hagiografias em forma de lendas cuja importância para o budismo tibetano as faz comparar aos evangelhos cristãos.

## Milarepa na cultura tibetana
No budismo tibetano, Milarepa é considerado um grande iogue, poeta e santo do Tibete. Segundo alguns relatos que constam nas suas biografias, ele aprendeu feitiçaria na juventude e, por vingança, usava magia negra contra os seus inimigos. No entanto, impulsionado pelos remorsos e purificado pelas provas impostas por Marpa, a quem pediu para ser discípulo, conseguiu atingir a iluminação graças aos ensinamentos recebidos e a uma vida de eremita. O seu percurso de vida inspirou numerosas pessoas ao longo dos séculos.

### ONamtarou“Vida de Milarepa”

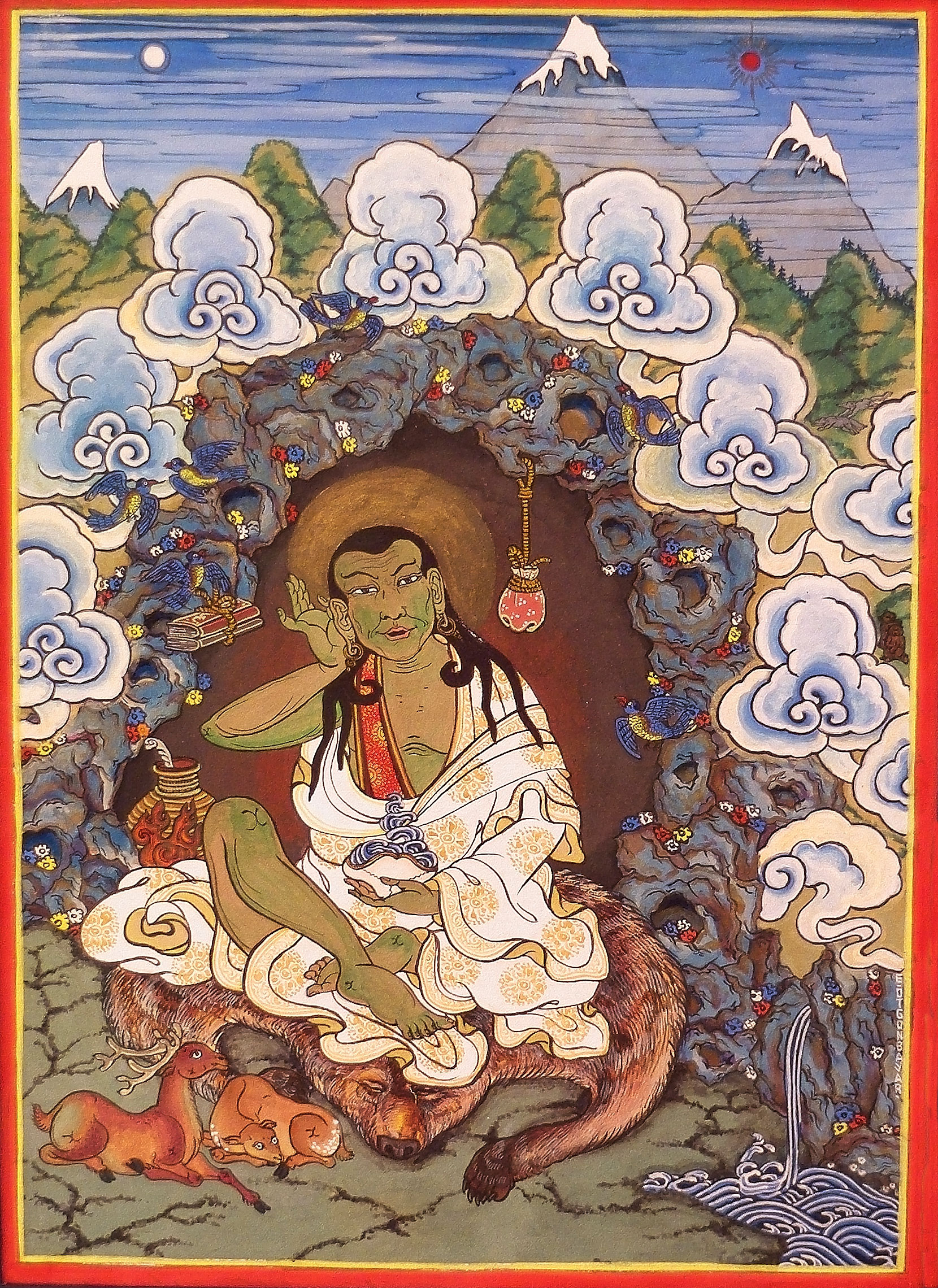
Pintura thangka retratando Milarepa, da autoria do pintor mongol ; 2008

O Namtar ou Rnam-thar "a mais célebre das Vidas de Milarepa" é a principal fonte biográfica escrita publicada no Ociente. A tradução do seu nome varia conforme os autores: "a vida", "a biografoa" ou "a história duma vida" O seu sentido exato é "completa realização", que significa que uma vida exemplar e completa leva a uma realização espiritual total. O Namtar de Milarepa é por vezes chamado Jetsum Kabhum (“As Cem Mil Palavras do Venerável [Milarepa]”), da mesma forma que os “Cem Mil Cânticos” (Gurbum ou mGur-'gum) é o título da recolha dos poemas de Milarepa.

#### Conteúdo
O Namtar de Milarepa discorre sobretudo sobre a infância, a busca espiritual e à morte de Milarepa. Os últimos trinta anos da sua vida, passado a ensinar, só são abordados num único capítulo. Essa fase da biografia é o tema principal dos Cem Mil Cantos. O Namtar está dividido num prólogo e duas partes, que compreendem doze "Grandes Atos" ou "Altos Feitos". Desta forma é criado um paralelo com o relato da vida do Buda histórico A primeira parte tem três atos: nascimento, juventude e vingança. A segunda parte está dividida em nove atos; sete discorrem sobre o seu arrependimento, as provações e as "terríveis austeridades" a que ele se sujeitou para obter a iluminação; o oitavo informa, sob a forma de enumeração, os locais (grutas e eremitérios) onde durante trinta anos ele conhece, converte os seus discípulos e prepara o Gurbum. Por fim, o último ato, o 12.º do Namtar e 9.º da segunda parte, diz respeito à morte e ao nirvana de Milarepa.

#### Caraterísticas e génese da obra

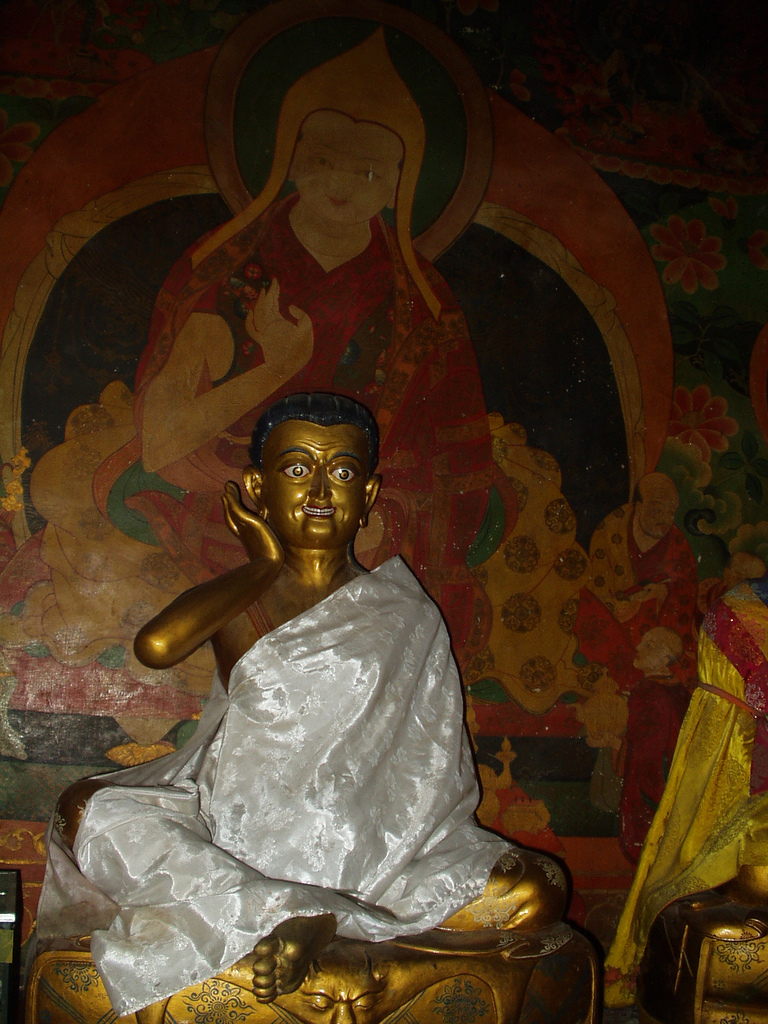
Estátua de Milarepa na gompa de Samye, Tibete

O texto tibetano está escrito do início até ao fim sem estruturação; nada separa as questões dos discípulos das respostas de Milarepa ou dos poemas, nada há que individualize as duas partes ou os doze atos. Os diferentes tradutores incorporaram capítulos e uma paginação, de forma mais ou menos arbitrária, a fim de melhorar a legibilidade. Os capítulos seguem geralmente as divisão dos "Altos Feitos", mas variam de autor para autor.
À exceção do último capítulo (a morte) e do penúltimo (o anúncio do Gurbum), o texto do Namtar está escrito sob a forma do relato da sua vida, feito pelo próprio Milarepa numa caverna perto do glaciar Lapchi, na parte ocidental do Tibete, perto do monte Everest. O Mestre, tendo já atingido o estado de Buda, está rodeado por um grupo importante de discípulos, humanos e não humanos, e responde às perguntas que lhe coloca o seu principal aluno, Rechungpa, numa narrativa de "experiência de vida". Alguns tradutores antigos, como Jacques Bacot et Walter Evans-Wentz, consideraram por isso a obra como uma autêntica autobiografia transcrita por Rechungpa, que remonta ao século XI.
Os estudos mais recentes, como a “História e Filologia Tibetana” da académica Ariane Spanien, onde também é citada a opinião concordante de Rolf Stein, mostram que o verdadeiro autor do texto como o conhecemos é, de facto, Tsang Nyön Heruka (1452–1507), um monge budista, mestre da tradição Kagyüpa, que também redigiu a biografia de Marpa, o Tradutor. O Namtar foi composto e completado, sob a forma de xilografia, em La-stod Lho em 1488, ou seja, «365 anos depois da morte de Milarepa».
Para A. Spanien, não há qualquer dúvida que o material usado para essa obra provém principalmente de documentos escritos anteriores que o autor do Namtar reorganizou sob a influência de um mestre espiritual "aparecido em visão pura". A forma de autobiografia seria, quanto a ela, uma ficção adotada por Heruka. No seu trabalho de 2006, M.J. Lamothe segue esta atribuição, bem como a importância de fontes antigas escritas, mas não deixa de sugerir que Nyön Heruka não faz mais do que respeitar uma autobiografia mais antiga escrita por Rechungpa.

#### Valor
Como grande mestre da tradição de Kagyüpa, Heruka, que alguns discípulos gostariam de ver como uma encarnação de Retchung-pa, conferiu à sua versão do Namtar uma importância religiosa e mística que a distingue das versões anteriores.
Os diferentes tradutores e historiadores destacaram o aspecto lendário e hagiográfico desta biografia de Milarepa e apreciaram de diferentes formas o valor histórico deste documento em algumas de suas partes, por vezes deixando para o leitor a avaliação da veracidade dos factos que são relatados. O aspeto lendário ou mítico do texto e do herói que é descrito é uma das caraterísticas frequentemente salientadas pelos diferentes autores que abordaram o Tema.

### OGurbumou“Os Cem Mil Cânticos”
Prosterno-me aos pés do Gracioso Marpa
Estou feliz de ter rompido as relações com os meus próximos,
De ter renunciado à ligação ao país;
Feliz pois estou livre dos deveres oficiais.
Não me carreguei com acessórios de um monge
[…]
Interrompi as idas e vindas do intelecto,
Pelo que sou feliz.
[…]
Sou um iogue que canta de alegria
E não desejo outra alegria. 

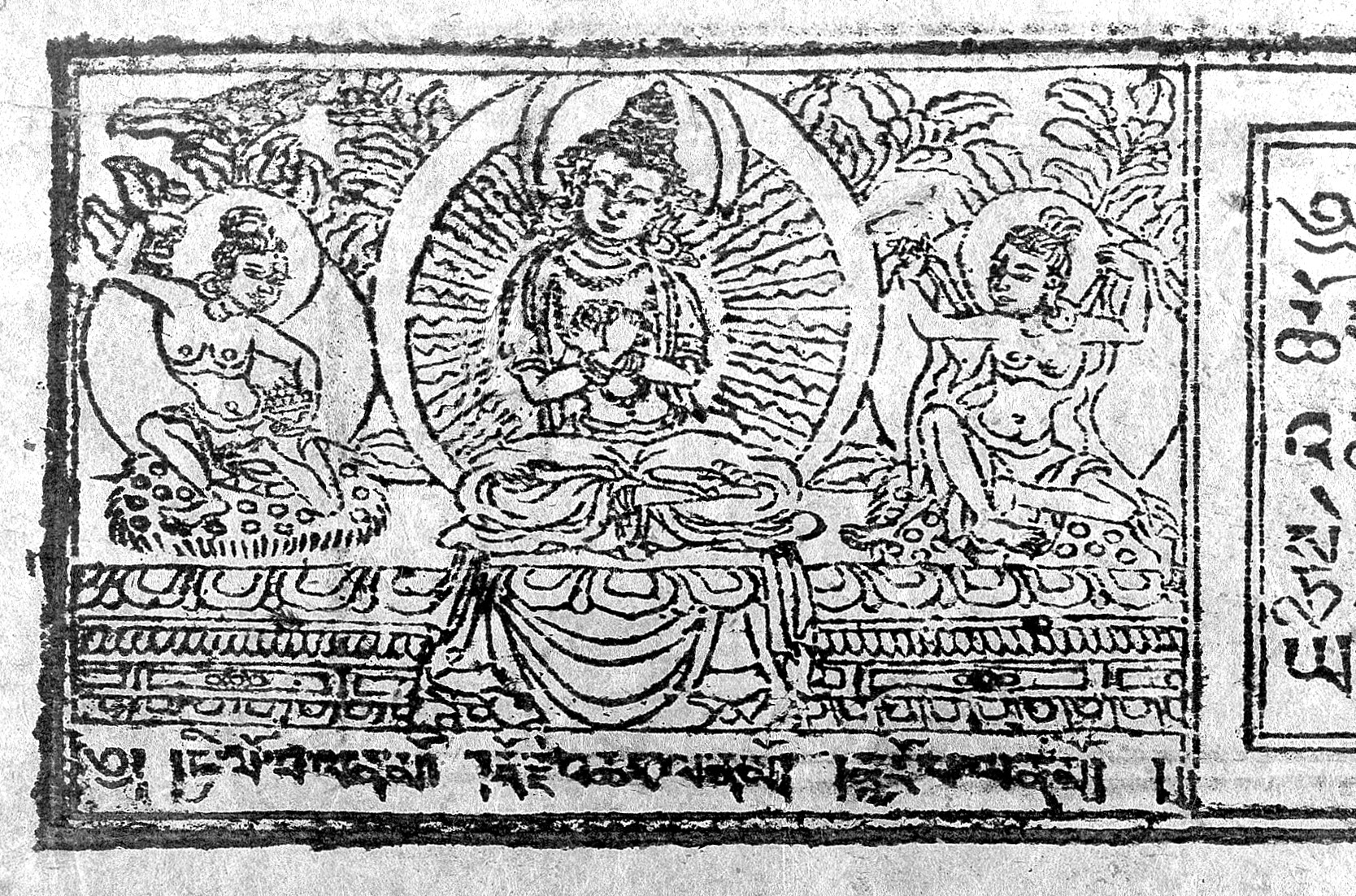
Manuscrito tibetano do Gurbum

“Os Cem Mil Cânticos” constituem uma importante recolha de poemas atribuídos a Milarepa. Os cânticos (ou canções, poemas ou hinos, conforme as traduções) estão referenciados cronologicamente e geograficamente e estão ligados entre eles por textos, descrições ou diálogos. O conjunto forma 72 capítulos divididos em três partes, onde são descritos os ensinamentos de Milarepa durante os trinta anos que durou a vida de mestre espiritual. Esta obra é assim o complemento bibliográfico direto do Namtar, que se intercala cronologicamente ente o 11.º "Grande Ato" e 12.º (a morte).
Mais imponente e menos narrativo que o Namtar, o Gurbum foi também menos frequentemente traduzido de forma integral. Marie-José Lamothe publicou em 2006 uma tradução em francês feita diretamente a partir do tibetano. Em inglês, a tradução de Garma C.C. Chang é muito citada. Como no Namtar, o texto é apresentado em tibetano sem qualquer divisão interna e deve-se aos tradutores a divisão em diferentes livros e capítulos, com as opções tipográficas pondo em evidência a parte em verso. Nas edições integrais tibetanas, o texto dá seguimento ao Namtar sem qualquer corte ou separação.
As três partes do Gurbum são apresentadas no início do último capítulo do Namtar da seguinte forma: «a secção que diz respeito à submissão dos demónios não humanos. Aquela que conta como ele [Milarepa] introduziu os seus discípulos na via da libertação. E aquela que conta como ele rodou a roda da lei para os espectadores e discípulos em diversos lugares e momentos.»
O Gur é um poema com refrão, cujos versos são geralmente compostos por sete sílabas, embora haja alguns mais longos. As rimas, repetições e aliterações conferem aos poemas um ritmo vivo e tocante.
Enquanto Marpa Lotsawa, o seu guru, era um sábio erudito e mundano, Milarepa abandonou tudo para viver nu, como um perfeito anacoreta, nas cavernas dos Himalaias. Ele negligenciou e chegou mesmo a rejeitar as especulações filosóficas para se dedicar exclusivamente à experimentação prática. Nos Cânticos, os ensinamentos originados por essa contemplação exprimem as bases da via tântrica para o "Despertar". O Gurbum é assim um «texto fundador tibetano» que vai dar a sua doutrina a uma «corrente  budista chamada Linhagem de Transmissão Oral ou Linhagem da Prática». Os novos tantras[carece de fontes?] ligados ao budismo indiano tardio introduzidos no Tibete por Marpa e outros tradutores-comentadores tibetanos de textos sânscritos  (lotsawas) devem muita da sua audiência à forma que Milarepa lhes soube conferir nos seus cânticos. Juntando à mística das melodias indianas o fundo cultural do seu país, a sua obra foi adotada pelos saltimbancos e contadores de histórias errantes que se reclamam da sua tradição, que o fizeram seu padroeiro e que afirmam que cantam e dançam seguindo a tradição expressa por Milarepa nos seus Cem Mil Cânticos.

### Outras fontes
Gampopa, discípulo de Milarepa, escreveu uma das suas primeiras biografias. Nos últimos anos têm vindo a ser encontradas outras biografias antigas de Milarepa e do seu discípulo Rechungpa que se consideravam perdias, como as dos lamas Donmo Ripa (don mo ri pa; século XIII), Gyaltangpa Dechen Dorje (rgya ldang pa bde chen rdo rje; século XIII), Montsepa Kunga Palden (mon rtse kun dga' dpal ldan), Zhang Yudrakpa Tsöndru Drakpa (1123–1193) e Rangjung Dorje (rang byung rdo rje;  1284–1339) Os Anais Azuis” (em tibetano: Depter Ngonpo ou deb ther sngon po), escritos alguns anos antes do Namtar pelo historiador Gö Lotsawa Zhönnu Pel, um documento exaustivo de grande valor histórico, contém também uma biografia curta mas completa de Milarepa. Nesta obra, Milarepa é chamado Mid-la-ras-pa, Mid-la ou rJe-btsun (Jetsün, que significa "o Venerável").
À exceção dos Anais Azuis, aparentemente não há versões traduzidas publicadas desses documentos.

## Biografia

### Família e juventude

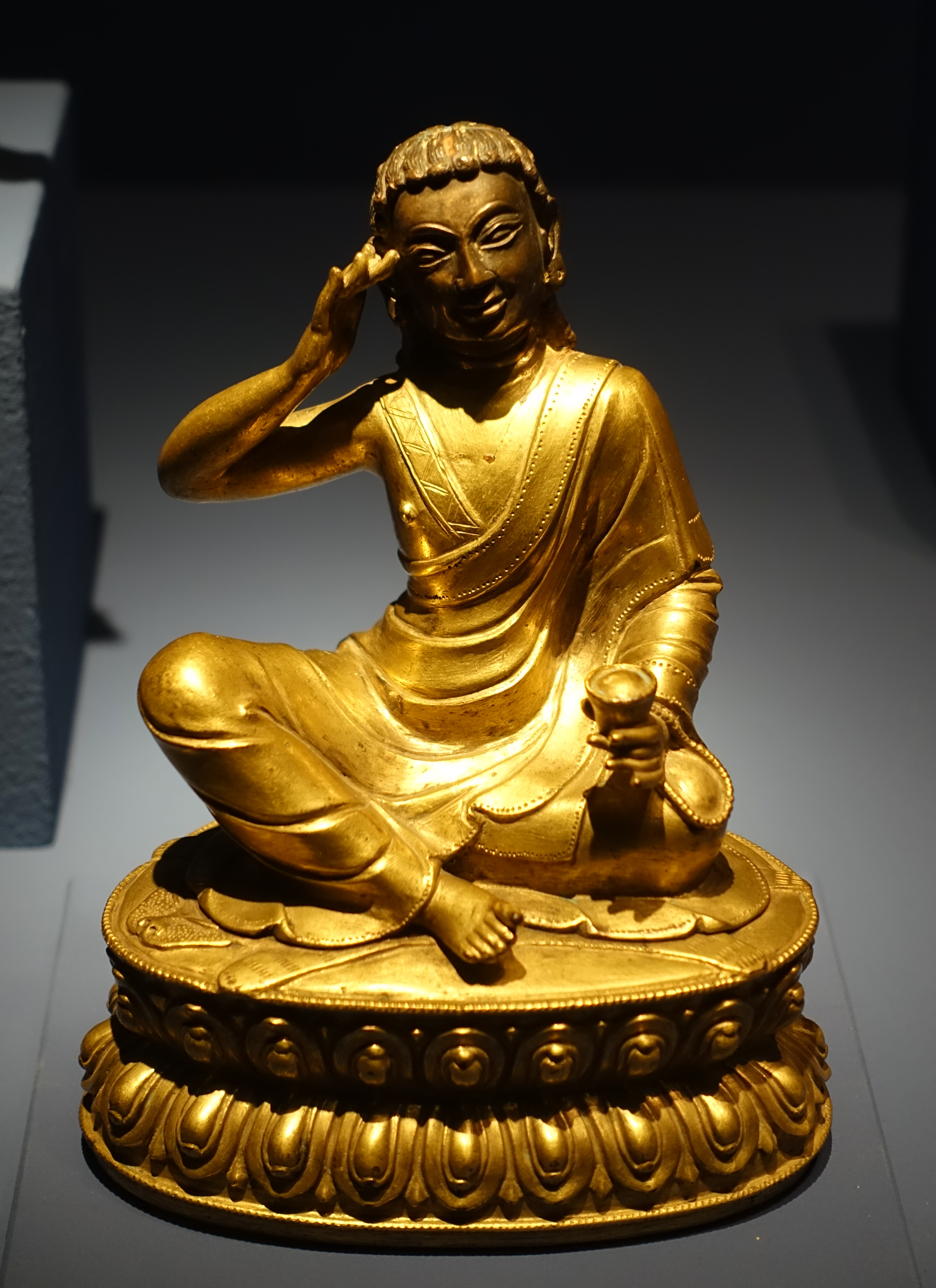
Estatueta tibetana de Milarepa do século XVIII em exposição no Museu Linden de Estugarda, Alemanha

Na sua obra La Civilisation tibétaine, Rolf Stein relata que um antepassado de Milarepa era um feiticeiro duma tribo de pastores do norte do Tibete. Após ter curado um doente que estava possuído por um demónio (mi-la) particularmente arisco, a sua família tomou o nome de Mila. Mas a sua fortuna, assegurada pelas suas curas, foi delapidada pelo seu filho (avô de Milarepa) num jogo de dados em que perdeu todos os bens da família. O pai e os filhos partiram então para a fronteira do Nepal, onde reconstituíram a fortuna dedicando-se ao exorcismo e ao comércio de lã. O filho casou com uma boa família local e comprou um grande terreno, onde transformou a casa que lá existia num palácio. O pai de Milarepa casou com uma filha do clã nobre de Myang.
Segundo Igor Kononenko, o pai de Milarepa chamava-se Mila Sherab Gyaltsen e a mãe Nyangtsa Kargyen. A família do pai era da tribo Khyungpo e um dos seus ancestrais era um iogue e mágico chamado Josay Khyungpo. Milarepa recebeu o nome de Thöpaga ("Boa Voz") ou Mila Thöpaga ("aquele que se ouve com alegria";[carece de fontes?] Mila o nome de família) quando nasceu na aldeia de Kya Ngatsa (Tsa), na região de Mangyül Gungthang, no Tibete Ocidental, junto ao Nepal. Quando Milarepa tinha quatro anos, nasceu uma irmã, chamada Peta Gonkaj.
Quando tinha sete anos, o pai morreu e as propriedades da família foram tomadas por um tio e uma tia, deixando-os na miséria. Embora dissessem que iriam devolver as propriedades a Milarepa quando este atingisse a maioridade, ele, a mãe e a irmã passaram a ser criados domésticos dos tios e foram maltratados. Apesar da sua pobreza, Nyangtsa Kargyen  organizou uma receção onde pediu publicamente a restituição dos seus bens mas acabou sendo humilhada pelos tios. Foi então que decidiu vingar-se, enviando o filho para aprender magia negra com um bruxo Bön, jurando a si própria que se suicidaria à frente dele se o jovem Thöpaga não conseguisse tornar-se um poderoso feiticeiro.[carece de fontes?]
Nos Anais Azuis, a história é ligeiramente diferente. Segundo esta obra, o pai de Milarepa morreu pouco depois do filho nascer e o tio queria que a mãe casasse com um primo (detalhe que não é mencionado no Namtar). Como Nyangtsa Kargyen se recusou a casar, o tio enfureceu-se e ficou com todos os seus bens, deixando a família de Milarepa na miséria.
Convencido pela mãe, quando tinha 17 anos, Thöpaga foi aprender magia com o bruxo Yungton Trogyel durante um ano. Quando voltou, usou os seus poderes mágicos para que uma tempestade destruísse a casa do tio, provocando a morte aos tios e à maior parte dos seus familiares. A destruição da casa ocorreu durante a festa de casamento do filho dos tios e provocou a morte a 35 pessoas. Além disso, Milarepa provocou uma tempestade de granizo que destruiu todas as colheitas dos inimigos. Para escapar à fúria dos habitantes da aldeia, o jovem bruxo teve que fugir para longe, antes sequer de ter-se encontrado com a mãe, que nunca mais viu.[carece de fontes?]

### Procura do mestre

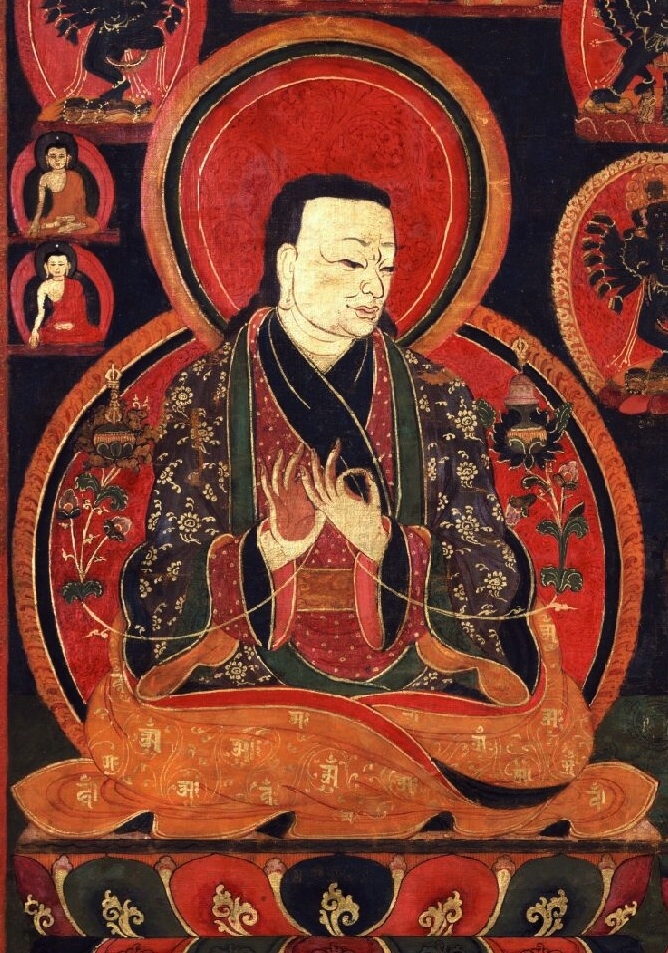
Marpa, o Lotsawa, mestre de Milarepa, numa pintura tibetana

Thöpaga sentiu remorsos de ter causado tanto infortúnio e tanta destruição. Deixando de comer, de dormir e de ter gosto pela vida, procurou então um mestre budista capaz do ajudar a transformar o carma negativo que tinha acumulado. Tornou-se discípulo dum mestre Nyingmapa chamado Lama Rongtön que, pensando que ele tinha afinidades com Marpa, o mandou ir ter com esse tradutor tibetano a Lhodrak (região do Tibete a norte do Butão). No seu périplo pela Índia, Marpa tinha recolhido os ensinamentos do mestre indiano Naropa (1016–1100), que traduziu para tibetano. Por sua vez, os ensinamentos de Naropa tinham-lhe sido transmitidos pelo sábio indiano Tilopa (988–1069).[carece de fontes?]
Marpa teve a intuição que estava a lidar com alguém predestinado a ser excecional que se tornaria o seu sucessor. Não obstante, nada disse sobre isso e, conhecendo os feitos maléficos de Thöpaga, testou a vontade do seu aluno com um método de ensino tradicional e procurou purificá-lo dos seus crimes passados. Impôs assim a Milarepa provas consideráveis a fim do preparar para receber as instruções e ensinamentos posteriores. O teste mais famoso consistiu em pedir-lhe para construir sozinho várias torres em pedra, com formas variadas (redondas, quadradas, triangulares, etc.) e repreendê-lo sempre que encontrava um defeito na construção. Cada vez que isso acontecia, o discípulo era obrigado a destruir a obra, colocar as pedras no local onde estavam originalmente e recomeçar a construção. Enquanto isso, Marpa continuou a ensinar os seus alunos, excluindo Milarepa. Este tentou obter os ensinamentos junto doutro mestre e de Damema, a esposa de Marpa, mas em vão. Perante a insistência de Marpa em ensiná-lo, Milarepa decidiu por fim à sua vida de miserável e pensou suicidar-se. Marpa parou-o no último momento, por considerar uqe Milarepa já tinha purgado todos os seus pecados e doravante estava apto para receber os seus ensinamentos.[carece de fontes?]
Marpa transmitiu os ensinamentos que ele próprio tinha recebido de Naropa e doutros mestres durante as suas viagens na Índia. Quando terminou de transmitir todos os ensinamentos, mandou Milarepa praticar em retiro solitário nas grutas do Tibete.[carece de fontes?]

### O retiro

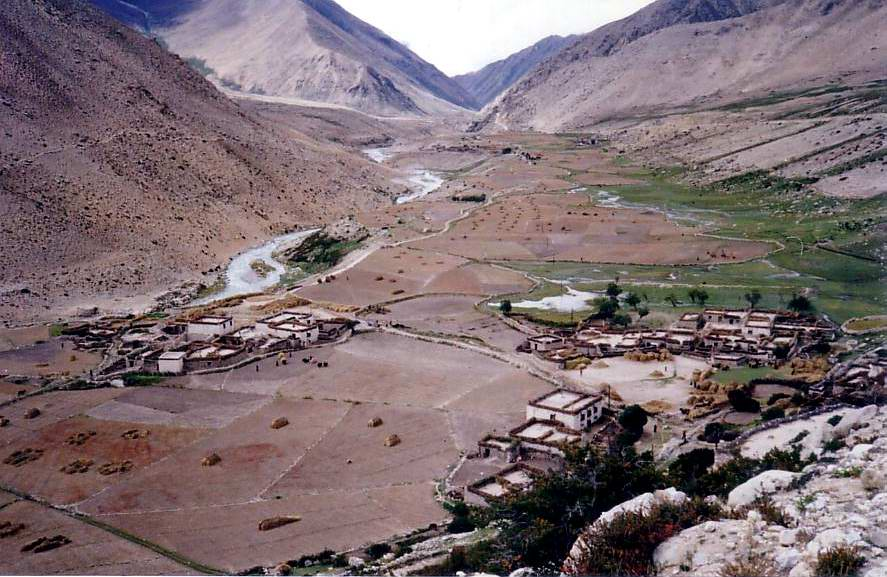
Gompa na gruta de Milarepa, no atual distrito tibetano de, onde o iogue terá passado vários anos em meditação

Segundo a lenda, Milarepa passou muitos anos em retiro de meditação na região de Lapchi. Fê-lo em grande isolamento, em grutas de alta montanha, até dominar completamente os ensinamentos que lhe tinham sido transmitidos. Viveu completamente despojado, vestindo apenas roupas de algodão (de onde vem o seu nome, já que repa significa iogue vestido de algodão) e alimentando-se  urtigas dos Himalaias (Girardinia diversifolia), ao ponto do seu corpo ter adquirido um tom esverdeado, como se vê em muitas das suas representações. Foi então que leu um documento do seu mestre Marpa, com instruções sobre a meditação e a exigência de ter uma boa alimentação. Seguiu os conselhos do mestre e a sua meditação atingiu um estado de completa realização.

### Ensino e morte
Depois de ter adquirido os poderes e realizações espirituais através da meditação prolongada, Milarepa começou a ensinar, antes de ter-se tornado popular graças aos “Cem Mil Cânticos”, dos quais se diz que contêm a essência dos seus ensinamentos. São-lhe atribuídos numerosos discípulos célebres. Entre eles, destacam-se Gampopa e Rechung Dorje Drakpa. Este último recebeu de Milarepa os ensinamentos que este tinha recebido de Marpa e prosseguiu a tradição dos iogues laicos (Ngagpa ou Ngakpa), enquanto que Gampopa fundou a escola Kagyüpa du budismo tibetano.
O historiador tibetano do século XVI Gö Lotsawa Zhönnu Pel relata que a vida de Milarepa foi utilisada nos centros de ensino do Tibete central durante o período Phagmodrupa, em meados do século XII, algumas décadas depois da sua morte. Segundo Changling Rinpoche, Milarepa teria escrito ensinamentos sobre o mahamudra com a ajuda de Rechungpa, os quais ainda não estão traduzidos.
Segundo a tradição, Milarepa foi morto por envenamento por Tsaphuwa, um lama invejoso, quando tinha 24 anos, em Chuwar, onde, no fim da década de 1620, o décimo Karmapa, Chöying Dorje, fundou um centro de meditação chamado Chuwar Gompa.

## Legado
Há diversos autores que traçam paralelismos entre o percurso de Milarepa e o de Jesus. Para certos budistas, a história de Milarepa reveste-se da mesma importância que o Novo Testamento para os cristãos.
Não chegaram aos nossos dias quaisquer relíquias de Milarepa. A biografia Jetsun-Kahbum, transmitida pelo seu discípulo Rechungpa, relata que ele não deixou mais do que um açúcar que se renovava constantemente como único vestígio da sua presença após a sua morte, para grande desespero de todos os seus discípulos.

## Bibligrafia
- Campbell, June (2002), Traveller in Space: Gender, Identity, and Tibetan Buddhism, ISBN 9780826457196 (em inglês), Continuum, consultado em 22 de janeiro de 2018
- Chang, Garma C. C. (1962), The Hundred Thousand Songs of Milarepa: The Life-Story and Teaching of the Greatest Poet-Saint Ever to Appear in the History of Buddhism, ISBN 0877730962 (em inglês), Boulder, Colorado: Shambala publications
- Dolfus, Pascale (1991), «Peintures tibétaines de la vie de Mi-la-ras-pa», Arts asiatiques (em francês), 46: 50-71
- Ducher, Cécile (2011), «Construction de la tradition biographique de Marpa Chökyi Lodrö», Centre d’études mongoles et sibériennes de l’École Pratique des Hautes Études, Études mongoles et sibériennes, centrasiatiques et tibétaines, ISSN 2101-0013 (em francês) (42), consultado em 20 de janeiro de 2018
- Gö Lotsawa Zhönnu Pel; Roerich, George N. (trad.) (2007), The Blues Annals, ISBN 9788120804715 (em inglês), Deli: Motilal Banarsidass Publishers
- ʼGos Lo-tsā-ba Gźon-nu-dpal (1949),  Roerich, George, ed., The Blue Annals, Part 1, ISBN 9788120804715 (em inglês), Motilal Banarsidass (publicado em 1976), consultado em 20 de janeiro de 2018
- Kononenko, Igor (2010), Teachers of Wisdom, ISBN 9781434954107 (em inglês), Dorrance Publishing, consultado em 21 de janeiro de 2018
- Lambert, John (2006), Portraits of the Himalayas, ISBN 9780955288401 (em inglês), Scripsi, consultado em 22 de janeiro de 2018
- Lamothe, Marie-José (2001), Milarépa, œuvres complètes, la vie (em francês), Éd. Points
- Marpa Lotsawa; Rakower, Lydie & Comité de traduction Rimay Lotsawa (trad.) (2010), Tilopa vie et chants, ISBN 2911417119 (em francês), Ygrande: Éditions Yogi ling
- Macdonald, Ariane (1970), «Histoire et philologie tibétaines», École pratique des hautes études. 4e section, sciences historiques et philologiques. Annuaire 1969-1970 (em francês): 667-670
- Milarepa; Lamothe, Marie-José (trad.) (2006), Œuvres complètes : La vie, Les cent mille chants, suivi de « Dans les pas de Milarépa » de Marie-José Lamothe (em francês), Paris: Fayard, ASIN B005OKRTNM, lam2006
- Mistlberger, P. T. (2012), Rude Awakening: Perils, Pitfalls, and Hard Truths of the Spiritual Path, ISBN 9781846946097 (em inglês), John Hunt Publishing, consultado em 17 de janeiro de 2018
- Mumford, Stan (1989), Himalayan Dialogue: Tibetan Lamas and Gurung Shamans in Nepal, ISBN 9780299119843 (em inglês), University of Wisconsin Press, consultado em 17 de janeiro de 2018
- Paul, Robert A. (1989), The Sherpas of Nepal in the Tibetan Cultural Context: (The Tibetan Symbolic World : a Psychoanalytic Exploration), ISBN 9788120805682 (em inglês), Motilal Banarsidass Publications, consultado em 22 de janeiro de 2018
- Roberts, Peter Alan (2007), The Biographies of Rechungpa: The Evolution of a Tibetan Hagiography, ISBN 9780203963388 (em inglês), Oxford Centre for Buddhist Studies, Taylor & Francis
- Sharma, Arvind (2006), Religious Studies and Comparative Methodology: The Case for Reciprocal Illumination, ISBN 9780791464564 (em inglês), Suny Press, consultado em 22 de janeiro de 2018
- Snyder, Gary; McLean, William Scott (1980), The Real Work: Interviews & Talks, 1964-1979, ISBN 9780811207614 (em inglês), New Directions Publishing
- Sogyal Rinpoche, Le Livre tibétain de la vie et de la mort (em francês)
- Spanien, Ariane (1982), «Histoire et philologie tibétaines», Paris, Sorbonne, École pratique des hautes études. 4e section, sciences historiques et philologiques. Livret 1. Rapports sur les conférences des années 1978-1979 1979-1980 1980-1981 (em francês): 247-250
- Schaeffer, Kurtis R. (2009), The Culture of the Book in Tibet, ISBN 9780231147163 (em inglês), Columbia University Press, consultado em 22 de janeiro de 2018
- Stein, Rolf (1959), Recherches sur l'épopée et le barde au Tibet (em francês), Presses universitaires de France
- Stein, Rolf Alfred (1962), La Civilisation tibétaine, ISBN 978-2360570065 (em francês), Paris: L'Asiathèque (publicado em 2011)
- Thinley, Karma (Lama Wangchhim.) (1980),  Stott, David, ed., The History of the Sixteen Karmapas of Tibet (em inglês), Prajña Press, consultado em 22 de janeiro de 2018
- Tiso, Francis Vincent (2008), A Study of the Buddhist Saint in Relation to the Biographical Tradition of Milarepa (em inglês), Nova Iorque: Columbia University, consultado em 20 de janeiro de 2018
- Tiso, Francis V. (2014), Liberation in One Lifetime: Biographies and Teachings of Milarepa, ISBN 9781583947944 (em inglês), North Atlantic Books, consultado em 23 de novembro de 2016
- Trungpa, Chögyam (2010), The Collected Works of Chögyam Trungpa: Volume 5: Crazy Wisdom; Illusion's Game; The Life of Marpa (Excerpts); The Rain of Wisdom(Excerpts); The Sadhana of Mahamudra (Excerpts); Selected Writings, ISBN 9780834821545 (em inglês), Shambhala Publications, consultado em 22 de janeiro de 2018
- Tsang Nyön Heruka; Bacot, Jacques (trad.) (1925), Milarépa. Ses méfaits, ses épreuves, son illumination, ISBN 9782213000961 (em francês), Paris: Fayard (publicado em 1971)
- Tsang Nyön Heruka; Evans-Wentz, Walter (ed.); Kazi Dawa Samdup (trad. tibetano-inglês); Reyser, Roland (trad. inglês-francês) (1928), Milarépa ou Jetsun-Kahbum. Vie de Jetsün Milarépa, avec introduction et commentaires, ISBN 2720010340 (em francês), Paris: Librairie d'Amérique et d'Orient (publicado em 1975), consultado em 20 de janeiro de 2018
- Tsang Nyön Heruka; Bacot, Jacques (trad.) (1937), La Vie de Marpa le « Traducteur ». Extraits et résumés d'après l'édition xylographique tibétaine, ISBN 2705301828 (em francês), Paris: Librairie orientaliste Paul Geuthner (publicado em 1982)
- Wangmo, Jamyang (2006), Le lama de Lawoudo, histoires de réincarnation en pays sherpa (histoire de Lama Zopa Rinpoché), ISBN 2911582632 (em francês), Éditions Vajra Yogini
- Wangmo, Jamyang (2013), The Lawudo Lama: Stories of Reincarnation from the Mount Everest Region, ISBN 9780861718900 (em inglês), Simon and Schuster
- «Recensão de "Milarépa, la vie, Tsang Nyon Heruka"», Magazine littéraire (em francês) (328–333)